# Aztec (Nuevo México)
Aztec es una ciudad ubicada en el condado de San Juan en el estado estadounidense de Nuevo México. En el Censo de 2010 tenía una población de 6763 habitantes y una densidad poblacional de 207,39 personas por km².

## Geografía
Aztec se encuentra ubicada en las coordenadas 36°49′6″N 107°59′5″O / 36.81833, -107.98472. Según la Oficina del Censo de los Estados Unidos, Aztec tiene una superficie total de 32.61 km², de la cual 32.45 km² corresponden a tierra firme y (0.5%) 0.16 km² es agua.

## Demografía
Según el censo de 2010, había 6763 personas residiendo en Aztec. La densidad de población era de 207,39 hab./km². De los 6763 habitantes, Aztec estaba compuesto por el 78.09% blancos, el 0.41% eran afroamericanos, el 8.93% eran amerindios, el 0.34% eran asiáticos, el 0.03% eran isleños del Pacífico, el 8.34% eran de otras razas y el 3.86% pertenecían a dos o más razas. Del total de la población el 23.7% eran hispanos o latinos de cualquier raza.